# Museo Arqueológico del Asclepeion de Epidauro
El Museo Arqueológico del Asclepeion de Epidauro es un museo de Grecia ubicado en el sitio arqueológico de Epidauro, perteneciente a la región de Argólida. 
El edificio del museo se construyó entre 1898 y 1900, aunque no entró en funcionamiento hasta 1909. Se trata, por tanto, de uno de los museos más antiguos de Grecia. La exposición fue diseñada por el arqueólogo Panagiotis Kavvadias.

## Colecciones
El museo contiene una colección de objetos procedentes principalmente del santuario de Asclepio de Epidauro, que fue excavado entre 1881 y 1928. Entre los objetos expuestos figuran antiguos instrumentos médicos, lámparas de aceite sagradas, ofrendas votivas, esculturas, relieves, inscripciones, elementos arquitectónicos y también copias de algunas estatuas cuyos originales fueron llevados al Museo Arqueológico Nacional de Atenas.
Entre las esculturas destacadas se encuentran una estatua de Higía del siglo IV a. C., y estatuas de otras divinidades como Asclepio y Afrodita, de época romana. Son también importantes diferentes inscripciones. Una de ellas es una inscripción del siglo IV a. C. en la que se asignan los trabajos de construcción del santuario y sus correspondientes gastos. Entre los elementos arquitectónicos son destacables los rosetones de un tholos, así como secciones del templo de Asclepio, del de Artemisa y de los propileos.